# 올가 샌 후안

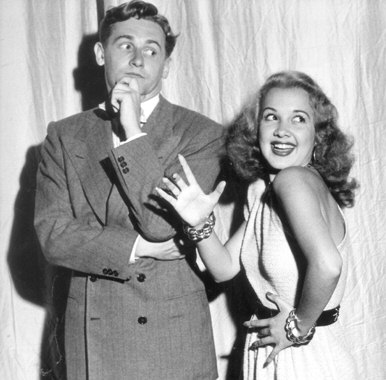

올가 샌 후안(Olga San Juan, 1927년 3월 16일 ~ 2009년 1월 3일)은 미국의 배우, 영화배우이다.
브루클린에서 태어났으며 버뱅크에서 사망하였다. 사인은 신부전이다.

## 영화
- 맨발의 백작부인 (1954년)
- 더 뷰티풀 브론드 프럼 배쉬풀 벤드 (1949년)
- 몬테 크리스토 백작 (1948년)
- 원 터치 오브 비너스 (1948년)
- 버라이어티 걸 (1947년)
- 블루 스카이스 (1946년)